# Nicetas biciliata
Nicetas biciliata là một loài bướm đêm trong họ Noctuidae.